# Egon Monk
Pour les articles homonymes, voir Monk et Monk (homonymie).
Egon Monk, né le 18 mai 1927 à Berlin (Allemagne) et mort le 28 février 2007 à Hambourg  (Allemagne), est un réalisateur, metteur en scène de théâtre, acteur, dramaturge et auteur allemand.

## Biographie
Egon Monk naît à Berlin, en Allemagne et grandit dans une famille de la classe ouvrière dans le quartier berlinois de Wedding. Il fréquente le Lessing-Gymnasium de Berlin. 
Il sert pendant la Seconde Guerre mondiale de 1943 à 1945 en tant qu'assistant de la Luftwaffe, l'une de ses fonctions étant le fonctionnement du canon anti-aérien de 88 mm. Il fréquente ensuite une école de théâtre de 1945 à 1947 et devient élève réalisateur à la DEFA.
Après divers engagements, Monk est membre du Berliner Ensemble de 1949 à 1953 et, avec Benno Besson, devient jeune metteur en scène et assistant sous Bertolt Brecht et Berthold Viertel. Il quitte la RDA en 1953 et travaille de 1954 à 1959 comme auteur indépendant et metteur en scène radiophonique au Rundfunk im amerikanischen Sektor (RIAS,Berlin). En 1957, Monk passe au département de lecture radiophonique de NDR, où il dirige le département de lecture télévisée de 1960 à 1968.
En 1968, Monk est nommé directeur du Deutsches Schauspielhaus Hamburg pendant une courte période après que le réalisateur Oscar Fritz Schuh ait quitté ce poste. Monk provoque un scandale théâtral majeur à Hambourg en choquant le public conservateur de la Staatsbühne avec sa production moderne de Les Brigands (Die Räuber) de Friedrich Schiller. Il meurt à Hambourg, en Allemagne.

## Postérité
Son héritage écrit se trouve dans les archives de l'Académie des Arts de Berlin.
En 2019, Brecht (2019), un film de fiction germano-austro-tchèque en deux parties, réalisé par Heinrich Breloer sur son propre scénario, est un biopic et docudrame pour la télévision qui traite de la vie et l'œuvre du dramaturge et poète Bertolt Brecht. Le personnage d'Egon Monk est interprété par Franz Dinda. La première a eu lieu à la Berlinale 2019.

## Filmographie

### Réalisateur de télévision
- Die Gewehre der Frau Carrar (1953) - (basé sur Les Fusils de la mère Carrar de Bertolt Brecht)
- Das Geld, das auf der Straße liegt (1958) - (basé sur une pièce de Werner Jörg Lüddecke (de))
- Die Brüder (1958) - (basé sur Pierre et Jean de Guy de Maupassant)
- Leben des Galilei (1962) - (basé sur La Vie de Galilée de Bertolt Brecht)
- Anfrage (1962) - (basé sur un roman de Christian Geissler (de))
- Schlachtvieh (1963) - (scénario de Christian Geissler (de))
- Wassa Schelesnowa (1963) - (basé sur Vassa Geleznova)
- Mauern (1963) - (scénario de Gunther R. Lys (de))
- Wilhelmsburger Freitag (1964) - (scénario de Christian Geissler (de))
- Ein Tag – Bericht aus einem deutschen Konzentrationslager 1939 (de)  (1965) - (basé sur un mémoire de Gunther R. Lys (de))
- L'instant de paix (1965, téléfilm d'anthologie, co-réalisateurs : Georges Franju, Tadeusz Konwicki)
- Preis der Freiheit (1966) - (scénario de Dieter Meichsner (de))
- Über den Gehorsam. Szenen aus Deutschland, wo die Unterwerfung des eigenen Willens unter einen fremden als Tugend gilt (1968)
- Goldene Städte (1969) - (basé sur Their Very Own et Golden City d'Arnold Wesker)
- Die Räuber (1969) - (basé sur Les Brigands)
- Industrielandschaft mit Einzelhändlern (1970)
- Bauern, Bonzen und Bomben (de) (1973, mini-série télévisée) — (d'après un roman de Hans Fallada)
- Die Gewehre der Frau Carrar (1975) - (basé sur Les Fusils de la mère Carrar)
- Die Geschwister Oppermann (de) (1983, téléfilm) — (d'après un roman de Lion Feuchtwanger)
- Die Bertinis (1988, mini-série télévisée) - (basé sur un roman de Ralph Giordano)

## Théâtre (mise en scène)
- 1950 : Bertolt Brecht, Maître Puntila et son valet Matti (Stadttheater Rostock)
- 1951 : Gerhart Hauptmann, Der Biberpelz (de) et Der rote Hahn (de) (Berliner Ensemble au Deutsches Theater, Berlin)
- 1952 : Johann Wolfgang von Goethe, Urfaust (Berliner Ensemble, au Potsdamer Volksbühne im Landestheater)
- 1953 : Bertolt Brecht, Les Fusils de la mère Carrar (Berliner Ensemble, au Deutsches Theater, Berlin – Kammerspiele)

## Radio
- 1953 : Bertolt Brecht, Die Gewehre der Frau Carrar (Les Fusils de la mère Carrar), avec Helene Weigel, Ekkehard Schall, Erwin Geschonneck et d'autres (Rundfunk der DDR)
- 1956 : Walter Jens,  Seine Majestät Mr. Seiler - composition d'Olaf Bienert, avec Emil Surmann, Agnes Windeck, Gerda Harnack, Max Grothusen, Reinhold Bernt, Herbert Weißbach et d'autres (Rundfunk im amerikanischen Sektor (RIAS, Berlin)
- 1957 : Josef Martin Bauer, Wie Sand am Meer, avec Werner Bruhns, Tilla Durieux, Peter Mosbacher, Günter Pfitzmann, Otto Braml et d'autres – (RIAS, Berlin)

## Récompenses, honneurs et distinctions
- 1960 : Hörspielpreis der Kriegsblinden (de) pour Auf einem Maulwurfshügel de Franz Hiesel (NDR/ORF 1959).
- 1966 : Prix Adolf Grimme d'argent pour Ein Tag
- 1966 : Caméra d'or
- 1966 : prix de la télévision DAG
- 1966 : Prix Jakob Kaiser
- 1966, 1973 et 1989 : Prix du téléfilm de l'Académie allemande des arts du spectacle au Festival du film télévisé de Baden-Baden
- 1967 : Prix Adolf Grimme d'argent pour Preis der Freiheit
- 1983 : Gong d'or
- 1983 : Gold Award au Festival international du film et de la télévision de New York
- depuis 1983 : membre de l'Académie des Arts de Berlin
- 1984 : Prix Adolf Grimme d'or pour Die Geschwister Oppermann (de)
- depuis 1987 : professeur honoraire de la Ville libre et hanséatique de Hambourg
- 1988 : Prix de la critique allemande

- (en) Egon Monk: Awards, sur l'Internet Movie Database